# Палата инвалида
Палата инвалида (фр. Hôtel des Invalides) је барокно-класицистичка грађевина у центру Париза, настала у периоду 1679-1708. Архитекта ове палате је био Жил Арден Мансар. Палата обухвата и војничку цркву са куполом (St. Louis-des-Invalides). Овај комплекс грађевина је изграђен по налогу краља Луја XIV, а примарна функција је била збрињавање рањених и осакаћених војника. Краљ је имао и визију да ово буде меморијални споменик свим херојима ратова у оквиру кога би се налазила црква великог капацитета. 
Палата инвалида има једну од најимпресивнијих купола у светској архитектури, испод које се налази Наполеонов саркофаг. Званично име централне грађевине са куполом је „Краљевска капела инвалида“ (Chapelle Royale des Invalides). Црква је саграђена 1679, а купола довршена тек 1690.
Француска држава је 1840, после тешких преговора, постигла споразум да се Наполеоново тело овде пребаци са Свете Јелене. Полагање његових земних остатака је обављено 15. децембра 1840, 19 година после смрти. Наполеон је у тестаменту изразио жељу да буде сахрањен на обалама Сене. Саркофаг се састоји од пет ковчега који су смештени један у други.
Овде су сахрањена и Наполеонова браћа Жозеф и Жером, као и син Наполеон Франц Бонапарта. Францови земни остаци су пренесени из Беча по налогу Адолфа Хитлера, што је представљало гест добре воље према француском народу.
Друге знамените личности које су сахрањене у Палати инвалида су Фердинанд Фош, Руже де Лил и други (углавном генерали).
И данас ова палата врши функцију збрињавања ратних ветерана, док репрезентативни део грађевине има функцију музеја и маузолеја.

## Историја
Луј XIV је покренуо пројекат наредбом 24. новембра 1670. године, као дом и болницу за старе и инвалиде. Почетни архитекта палате био је Либерал Брајант. Изабрано место се налазило у тадашњој приградској равници Гренел. У време када је проширени пројекат завршен 1676. године, фасада која се налази испред Сене је била 196 метара широка, а комплекс је имао петнаест дворишта, од којих је највећи био дизајниран за војне параде.
Комплекс цркве и палате дизајнирао је Жил Арден-Мансар 1676. године, узимајући инспирацију из дизајна његовог праујака Франсоа који ће бити изграђен иза припрате базилике Сен Дени, некрополе француског монарха од давнина. Неколико пројеката су поднели средином 1660-их и Мансар и Ђовани Лоренцо Бернини који је у то време боравио у Паризу. Мансаров други пројекат је веома близак Арден-Мансаровом концепту Краљевске капеле или Куполасте цркве, како по својој архитектури, тако и по односу са суседном црквом. Историчар архитектуре Алан Брахам претпоставио је да је капела с куполом првобитно била замишљена да буде ново место за сахрану династије Бурбон, али тај пројекат није реализован. Уместо тога, масивна зграда је одређена као приватна капела монарха, из које је могао да присуствује црквеној служби без потребе да се дружи са ветеранима инвалидима. Једва је коришћен у ту сврху. Палата инвалида остаје један од најбољих примера француске барокне архитектуре, на 107 метара висине, а такође и као иконски симбол француске апсолутне монархије.